# تيرنس ووديارد
تيرنس ووديارد (بالإنجليزية: Terrence Woodyard)‏ مواليد 26 ديسمبر 1982 في مدريد، هو لاعب كرة سلة أمريكي سابق. بدأ مسيرته الاحترافية في سنة 2005. اعتزل اللعب في 2013.

## المسيرة الاحترافية
لعب مع لستر رايدرز في موسم 2007–2008، ثم لعب مع سايتاما برونكوس في موسم 2009–2010، ثم لعب مع مونكتون ميراكلز في موسم 2011–2012.

## روابط خارجية
- تيرنس ووديارد على موقع كلية كرة السلة في سبورتس رفرنس.كوم (الإنجليزية)
- تيرنس ووديارد على موقع ريلجم (الإنجليزية)
- تيرنس ووديارد على موقع بروبوليرز (الإنجليزية)